# Ургула
Ургула (вариант — Новое Гаквари, Ново-Гаквари) — село в Цумадинском районе Дагестана. Входит в состав Шавинского сельсовета.

## География
Эксклав Цумадинского района на территории Бабаюртовского района, в 22 км к северо-востоку от села Бабаюрт.

## История
Село выросло на месте кутана Цумадинского района в зоне отгонного животноводства.

## Население
| 1959 | 2002 | 2007 | 2010 | 2021 |
| ---- | ---- | ---- | ---- | ---- |
| 44   | ↗182 | ↘175 | ↗201 | ↗254 |